# Ndaka
Gli Ndaka (o Bandaka) sono una popolazione bantu che vive nella Repubblica Democratica del Congo. Nel 1994, erano circa 25.000 i congolesi che facevano capo a questa tribù, parlando la lingua omonima. Generalmente, sono di religione animista.
Gli Ndaka vivono nella Provincia Orientale, e più precisamente nella futura provincia di Ituri, prevalentemente tra Bunia e NiaNia e tra Kisangani e Isiro. La loro lingua è molto simile a quella degli Mbo, dei Budu, dei Vanuma e dei Nyali.